# Dieteria
Dieteria es un género de plantas con flores perteneciente a la familia de las asteráceas. Comprende 14 especies descritas y solo 2 aceptadas.

Son flores silvestres nativas de América del Norte central y occidental .  Llevan margaritas rizadas con rayos florales que pueden ser de color blanco a tonos de azul y morado, y amarillo el disco floral.

## Taxonomía
El género fue descrito por Thomas Nuttall y publicado en Transactions of the American Philosophical Society, new series, 7: 300–302. 1840.

## Especies
A continuación se brinda un listado de las especies del género Dieteria aceptadas hasta junio de 2011, ordenadas alfabéticamente. Para cada una se indica el nombre binomial seguido del autor, abreviado según las convenciones y usos.
- Dieteria bigelovii (A.Gray) D.R.Morgan & R.L.Hartm.
- Dieteria canescens (Pursh) Nutt.